# Права, по которым судится малороссийский народ
«Права, по которым судится малороссийский народ» (полное название: «Права, по которым судится малороссийский народ, Высочайшим всепресветлейшия, державнейшия Великия Государыни Императрицы Елисавет Петровны, Самодержицы Всероссийския, Её императорского священнейшего Величества повелением, из трех книг, а именно: Статута Литовского, Зерцала Саксонского и приложенных при том двух прав, такожде из книги Порядка, по переводе из полского и латинского языков на российский диалект в едину книгу сведенные, в граде Глухове, лета от рождества Христова 1743 года») — сборник норм феодального права первой половины XVIII века, действовавших на Левобережной Украине.
Сборник был составлен с целью кодификации правовых норм различного происхождения, которые применялись на Левобережной Украине после её присоединения к Российской империи и нередко противоречили друг другу. Этот сборник имел целью также приблизить эти нормы к российским правовым нормам. По царскому указу от 28 августа (9 сентября) 1728 была образована специальная кодификационная комиссия с местопребыванием в Глухове. Её состав в течение многолетней работы над «Правами» не раз менялся. В комиссию входили украинские правоведы — представители украинской шляхты, верхушки казацкой старшины, высшего духовенства, работавшие над «Правами» до 1766 года. Среди них — магистр права Вроцлавского университета Василий Стефанович, протопоп Яков Величковский.
«Права, по которым судится малороссийский народ» 1743 года имели четкую структуру и состояли из 30 глав, которые делились на 532 артикула и 1607 пунктов. Кодекс содержал нормы административного, гражданского, торгового, уголовного и процессуального права. В силу высокой юридической техники «Права …» являются одним из самых ценных памятников украинской правовой культуры XVIII в. Хотя Кодекс и не получил официальную силу, пятнадцатилетняя работа украинских юристов имела положительное влияние на дальнейшее развитие украинского правоведения. Полнотой и четкостью изложения норм закона и абстрактных правовых дефиниций, совершенной юридической терминологией Кодекс был совершеннее существовавших тогда правних книг. По нему изучали украинское право и использовали его как авторитетный юридический учебник — комментарий к Статуту Великого княжества Литовского и магдебургскому праву целые поколения украинских юристов.
Источниками «Прав, по которым судится малороссийский народ» были Литовские Статуты, «Хелминское право», «Саксонское зерцало» и др., а также украинской обычное право и судебная практика, российское законодательство. Кодификаторы добавили и ряд новых норм. Проект этого сборника в 1744 было подан в Сенат, оттуда через 12 лет его вернули комиссии на доработку. Однако работа над проектом не была завершена в связи с тем, что во второй половине XVIII века, после отмены остатков автономии Украины, на неё было распространено общероссийское законодательство. Сборник имеет 30 разделов, состоящих из 531 артикула, которые делятся на 1716 пунктов. К нему прилагается схема и перечень чинов военной и гражданской администрации на Украине, объяснение терминов и названий.
«Права, по которым судится малороссийский народ» впервые были опубликованы в 1879 году под редакцией Александра Федоровича Кистяковского по копии, оригинал которой обнаружил литовский советский историк В. Рауделюнас.